# Lluís Armand de Borbó-Conti (IV príncep de Conti)
Lluís Armand II de Borbó-Conti (en francès Louis Armand de Bourbon) va néixer al Palau de Versalles el 10 de novembre de 1695 i va morir a París el 4 de maig de 1727. Era fill del príncep Francesc Lluís de Borbó-Conti (1664-1709) i de la princesa Maria Teresa de Borbó (1666-1732). Va ostentar els títols de Príncep de Conti, Comte de La Marche, Comte d'Alais, Comte de Beaumont-sur-Oise, Comte de Pézenas i Senyor de L'Isle-Adam.
Va ser batejat a la Capella Reial del Palau de Versalles essent els seus padrins el rei Lluís XIV de França i María de Mòdena, la dona del rei d'Anglaterra Jaume II. Físicament era geperut i deformat, fins al punt que a la Cort era conegut com el mono verd. Era, a més, extravagant, compulsiu i fins i tot violent, fins i tot amb la seva dona, de la qual va estar separat uns quants anys.
Durant la Guerra de Successió Espanyola va participar en l'Armada del Rin, comandada per Claude Louis Hector de Villars, i va participar també en el setge de Landau. El 12 de juliol de 1713 va ser nomenat Mariscal de Camp. Quatre anys més tard va entrar a formar part del Consell de Regència i del Consell de Guerra, alhora que era nomenat Governador de Poitou.
Quan França va declarar la guerra a Espanya, el 1719, fou nomenat Lloctinent General i Comandant de Cavalleria. Amb tot, mai va demostrar excessives dots ni militars ni per al comandament.

## Matrimoni i fills
El 1713 es va casar amb la seva cosina Lluïsa Elisabet de Borbó (1693-1775), filla del príncep Lluís de Borbó, Príncep de Condé (1668-1710)i de la princesa Lluïsa Francesca de Nantes (1673-1743). El matrimoni va tenir quatre fills, dels quals només dos van sobreviure:
1. Lluís Francesc (1717 – 1776), casat amb Lluïsa Diana d'Orleans, de qui es deia que podia ser fill del Marqués de La Fare, amant declarat de la seva dona.
2. Lluïsa Enriqueta (1726 – 1759), casada amb Lluís Felip d'Orleans (1725-1785).